# 布兰太尔 (马拉维)
布兰太尔是马拉维第2大城市、南部区首府、布兰太尔县县治、马拉维最高法院所在地，根据英国南拉纳克郡的布兰太尔的市名命名。2018年普查人口800264，估算2021年人口将达133万，是马拉维最重要的工商业中心。

## 交通

### 铁路
布兰太尔是自莫桑比克栋多至赞比亚奇帕塔的塞纳铁路上重要一站。市内客货可通过铁路抵达马拉维国内的利隆圭、姆钦吉、萨利马等重要城市，同时也能跨国抵达莫桑比克、赞比亚境内。亦可在恩卡亚跨线进入纳卡拉铁路。

### 航空
布兰太尔市区西北侧14公里处建有奇莱卡国际机场，是马拉维第二座国际机场。机场建有两条跑道，接发飞往国内机场或是南非、坦桑尼亚、埃塞俄比亚、肯尼亚等国的航班。奇莱卡机场也是马拉维载旗航空马拉维航空的枢纽机场。

### 公路
马拉维M1、M2、M3、M4四条公路交汇于布兰太尔，市内有前往利隆圭、姆祖祖、约翰内斯堡、哈拉雷等城市的长途客运班车。

## 友好城市
| 国 家 | 德国       | 中华民国   | 中华人民共和国 | 中华人民共和国 |
| 城 市 | 汉诺威     | 高雄       | 南昌           | 济宁*          |
| 缔 结 | 1967-12-13 | 1985-04-24 | 2015-10-19     | 2021-08-18     |

* 济宁为友好合作关系城市。